# Вацлав Нижински
Вацлав Нижински (пољ. Wacław Niżyński, рус. Вацлав Фомич Нижинский, 12. март 1889/1890 — 8. април 1950) био je руски балетски играч и кореограф пољског порекла. Био је славан због своје виртуозности, високих скокова и способности да се уживи у ликове. Могао је плеше на врховима прстију, што је била реткост међу балетанима.
Родио се у Кијеву у породици пољских балетских играча. Године 1900. придружио се Царској балетској школи. Чувена балерина Матилда Кшешинска га је 1910. одабрала да игра улогу бога ветра Вајуа у новој поставци балета „Талисман“. Ова улога га је прославила. Прекретница у каријери Нижинског је наступила када са срео са продуцентом Сергејом Дјагиљевом који је промовисао руску уметност у иностранству, а највише у Паризу. Са њиме је годинама био у пословно-емотивно-љубавној вези. Дјагиљев је 1909. у Париз довео трупу руског балета којој су припадали Нижински и Ана Павлова. Руски балет и опера су доживели велики успех те сезоне, који је утицао на културну сцену Париза целу наредну деценију.
Нижински је био сјајан у улогама из балета: Клеопатра, Успавана лепотица, Жизела, Карневал, Шехерезада. У балетским дуетима сарађивао је са Тамаром Карсавином.
После краћег ангажмана у Маријинском театру, који је завршен скандалом, почео је да се бави кореографијом. Створио је кореографије за своје улоге: „Поподне једног фауна“ (1912), „Тил Ојленшпигел“ (1916) и „Посвећење пролећа“ (1913). Његове кореографије су превазилазиле границе традиционалног балета и усмеравале га ка модерном балету. На париској представи „Поподнева једног фауна“, критика и публика је Нижинског оптужила за вулгарност на сцени. У његову одбрану су устали Огист Роден, Одилон Редон и Марсел Пруст.
Био је бисексуалац, и био је љубавник Сергеја Дјагиљева. Померао је током каријере границе дозвољеног у балету, пошто је често у плесу правио референце на хомосексуалност и мастурбацију.
На путу у Јужну Америку 1913. Нижински је упознао мађарску грофицу Ромолу Пулски са којом се оженио у Буенос Ајресу. У Северној Америци је наступао 1916. У ово време је почео да показује симптоме шизофреније. Доживео је слом живаца 1919, чиме се његова каријера окончала. Са женом се преселио у Швајцарску где се неуспешно лечио. Остатак живота је провео у лудницама и болницама за менталне болеснике. Умро је у клиници у Лондону 1950. Његово тело је 1953. пренесено у Париз на гробље Монмартр.

## Биографија
Вацлав Нижински је рођен 1889 или 1890 у Кијеву, Руско царство (сада Украјина), као Wacław Niżyński, од родитеља Пољака, гостујућих плесача Томаша Нижинског (р. 7. марта 1862) и Елеоноре Береде (р. 28. децембра 1856). Нижински је крштен у Варшави. Изјашњавао се као Пољак иако је одрастао у унутрашњости Русије са родитељима и имао је потешкоћа да говори пољски.
Елеанора је, заједно са своја два брата и две сестре, остала сироче док је још била дете. Почела је да зарађује за живот као статиста у балету Великог позоришта у Варшави (пољски: Teatr Wielki), поставши пуноправни члан компаније са тринаест година. Године 1868. њен таленат је уочен и она се преселила у Кијев као соло играчица. Томаш Нижински је такође похађао позоришну школу Вјелки, где је постао солиста. Са 18 година прихватио је солистички уговор са Одеским позориштем. Њих двоје су се упознали, венчали у мају 1884. и започели каријеру у путујућем оперском друштву Сетов. Томаш је био главни плесач, а Елеанора солиста. Елеонора је наставила са турнејама и плесом док је имала троје деце, синове Станислава (р. 29. децембра 1886. у Тифлису) и Вацлава; и ћерку Брониславу („Бронија“, р. 8. јануара 1891. у Минску). Она је боловала од депресије, која је можда била генетска рањивост коју је у другом облику делио њен син Вацлав. Оба дечака су добила обуку од свог оца и појавила се у аматерској продукцији Хопака у Одеси 1894. године.
Након што је Јосеф Сетов умро око 1894. године, компанија се распала. Томаш је покушао да води сопствену компанију, али није успео. Он и његова породица постали су путујући плесачи, а деца су се појавила у божићној представи у Нижњем Новгороду. Године 1897, Томаш и Елеанора су се раздвојили након што се Томаш заљубио у другу плесачицу, Румјанцеву, док је био на турнеји у Финској. Елеанора се са децом преселила у улицу Моховаја 20 у Санкт Петербургу. Наговорила је пријатеља из Великог театра, Виктора Станисласа Гилерта, који је у то време предавао у Царској балетској школи, да помогне да Вацлав уђе у школу. Он је организовао да запажени учитеља Енрико Чекети спонзира апликацију. Бронија је ушла у школу две године након Вацлава. Њихов старији брат Станислав је у младости пао са прозора и сматра се да је имао оштећење мозга. Вацлав и Бронија, по узрасту раздвојени са само две године, постали су веома блиски како су расли. Како је растао, Станислав је постајао све психички нестабилнији и имао је жестоке нападе беса. Он је 1902. године примљен у азил за умоболне.

### Царска балетска школа
Године 1900, Нижински се придружио Царској балетској школи, где је у почетку учио плес код Сергеја Легата и његовог брата Николаја. Студирао је мимику код Павела Герта; сва тројица су били главни играчи у Царском руском балету. На крају једногодишњег пробног периода, његови наставници су се сложили да Нижински има изузетне плесне способности и он је потврђен за пријем у интернат при школи. Појавио се у споредним улогама у класичним балетима као што је Фауст, као миш у Шћелкунчику, паж у Успаваној лепотици и Лабудовом језеру, и освојио је Диделотову стипендију. Током прве године његове академске студије покривале су већ савладани материјал, тако да његови релативно лоши резултати нису били толико уочљиви. Добро се сналазио у темама које су га занимале, али то иначе није био случај.
Године 1902, упозорен је да је само изврсност његовог плеса спречила његово искључење из школе због лоших резултата. Ова опуштеност је била појачана током његових школских година тиме што је Нижински често биран као статиста у разним представама, што га је приморавало га да буде ван учионица ради проба и да проводи ноћи на представама. Задиркивали су га због тога што је Пољак, а надимак „Јапончек“ због његовог слабо јапанског изгледа у време када је Русија била у рату са Јапаном. Неки другови из разреда су били завидни и негодовали су због његове изузетне плесне способности. Године 1901. један друг из разреда је намерно узроковао да падне, што је довело до његовог потреса мозга и четири дана био у коми.
Михаил Обухов је постао његов учитељ 1902. и доделио му је највишу оцену коју је икада дао једном ученику. Он је добијао студентске улоге у командним наступима испред цара од Пахите, Шћелкунчик и Малог грбавог коња. На пољу музике је учио клавир, флауту, балалајку и хармонику, добијајући добре оцене. Имао је добру способност да чује и свира музику на клавиру, иако је његов вид за читање био релативно слаб. Насупрот томе, његово понашање је понекад било бурно и дивље, што је резултирало његовим искључењем из школе 1903. године због инцидента у којем су ученици пуцали у шешире пролазника из катапулата док су их возили до Маринског позоришта у кочијама. Поново је примљен у школу као нерезидент након јаких батина и враћен на пређашњи положај након месец дана условне казне.
Године 1904, у узрасту од 14 година, Нижинског је одабрао велики кореограф Маријус Петипа да игра главну улогу у, како се показало, кореографовом последњем балету, La Romance d'un Bouton de rose et d'un Papillon. Тај рад никада није изведен због избијања Руско-јапанског рата.
У недељу, 9. јануара 1905. године, Нижински је ухваћен у масакру Крваве недеље у Санкт Петербургу, где је група молилаца на челу са оцем Гапоном покушала да изнесе своју петицију цару. Војници су пуцали на масу, што је довело до око 1000 жртава. Нижински је ухваћен у гужви на Невском проспекту и одведен према Зимском дворцу. Царска коњица је јуришала на гомилу, остављајући га са раном на глави. Следећег дана се вратио на лице места са пријатељем чија је сестра нестала. Она никада није пронађена.
Нижински је постајао све смиренији и озбиљнији како је одрастао, али је наставио да склапа мало пријатељстава, што се наставило кроз његов живот. Његова резерва и привидна тупост чинили су га непривлачним за друге осим када је играо.